# Engelbert Matthias von Hörde
Engelbert Matthias Freiherr von Hörde (* 12. September 1786 auf Schloss Schwarzenraben; † 5. Juni 1846 in Freiburg im Breisgau) war ein preußischer Gutsbesitzer und Landrat.

## Leben
Engelbert Matthias von Hörde entstammte dem westfälischen Uradel Hörde.
An den Universitäten Göttingen, Würzburg und Heidelberg studierte er Jura, erhielt am 26. März 1817 die Anstellung zum Landrat des Kreises Lippstadt und wurde auf eigenen Wunsch am 13. Oktober 1821 aus dem Staatsdienst entlassen. 1833 war er Mitglied des 3. Provinziallandtags der Provinz Westfalen.
Von Hörde war verheiratet mit  Marie Kunigunde Freiin von Asbeck. Nach seinem Tod erlosch die Linie Hoerde (Schwarzenraben) im Mannesstamm. Seine Witwe heiratete noch zweimal, zuletzt 1863 den Freiherrn Friedrich Clemens von Ketteler.
Von Hörde war Besitzer mehrerer Rittergüter, so auch Störmede und Eringerfeld.

## Ehrungen
- Preußischer Kammerherr
- Orden vom Goldenen Sporn (1827)
- Militär-Verdienstmedaille (Lippe) (1830)
- Hausritterorden vom Heiligen Michael (Ritter 1831, Großkreuz 1837)
- Verdienstorden Philipps des Großmütigen (Ritter 1846)